# پایتونان
اَژدَرماران یا مارهای پیتون یا پایتون‌ان (نام علمی: Pythonidae) (برگرفته از واژه یونانی πυθων نام یک اسطوره یونانی) خانواده‌ای از مارهای بدون زهر است که در آفریقا، آسیا و استرالیا یافت می‌شود. این خانواده در گروه بزرگ‌ترین خانواده مارها محسوب می‌شود؛ اندازه متوسط مارهای پیتون به ۱۶ فوت می‌رسد که تقریباً دو برابر بزرگ‌ترین مار سمی جهان (شاه کبرا) است. رکوردار گینس بزرگ‌ترین پیتون در جهان متعلق به یک پیتون ماده به نام مِدوسا (Medusa) با اندازه ۲۵ فوت و دو اینچ (۷٫۶ متر) می‌باشد که در شهربازی Edge of hell haunted house در کانزاس سیتی ایالت میزوری نگهداری می‌شود. تاکنون ۲۶ گونه و هشت سرده از این جانور یافت شده است.

## محدوده جغرافیایی
این خانواده در صحرای آفریقا، هند، میانمار، جنوب چین و جنوب شرق آسیا از فیلیپین تا اندونزی، گینه نو و استرالیا یافت می‌شود.
در ایالات متحده آمریکا نیز گونه‌هایی مانند پایتون مولوروس بیویتاتوس وجود دارد که در رده گونه‌های مهاجم به‌شمار می‌رود. این گونه از اواخر دهه ۱۹۹۰ در پارک ملی اورگلید یافت می‌شود.

## غذا خوردن
این گونه مارها همانند آناکوندا و بوآ، به Constrictor یا له کننده معروف می‌باشند که برای شکار خود به دور طعمه می‌پیچند و در اثر فشار دور بدن قربانی، دستگاه گردش خون قربانی متوقف و قلب آن از کار می‌افتد و بعد خفه می‌شود و سپس شکارچی، طعمه را می‌بلعد.

## شایعات
بعضی از مردم محلی شرق آسیا می‌گویند این نوع مارها در هنگام شکار، نفسی آلوده به شکار منتقل می‌کنند، که باعث می‌شود شکار از جای خود حرکت نکرده و شکار آسانی شود ولی چنین گفته‌هایی واقعیت نداشته و شکار برای اینکه پیتون تصور کند مرده است خودش را به مردن می‌زند.

## تعداد گزیدگی
از نظر تعداد گزیدگی انسان‌ها، پیتون‌ها زیاد برای انسان‌ها خطر آفرین نیستند. با این حال تصاویری از اینکه یک پیتون می‌خواسته است در کشور مالزی یک انسان را بکشد منتشر شده است.
در مارس ۲۰۱۷ پلیس اندونزی جسد مردی را که ناپدید شده بود در داخل بدن یک مار بزرگ پیتون پیدا کرد.

## خطر برای انسان
با اینکه یک اژدرمار غول‌آسا می‌تواند یک گاومیش را از پای درآورد، با این حال به خاطر اینکه از انسان‌ها تا حدی دور بوده‌اند انسان‌ها وارد لیست شکار آنها نشده‌اند؛ اما نزدیک شدن به محل زندگی آنها می‌تواند خطرناک باشد.

## سرده‌ها
| سرده       | گونه | زیرگونه‌ها* | نام معمول               | محدوده جغرافیایی |
| ---------- | ---- | ---------- | ----------------------- | --- |
| آنتارزیا   | ۴    | ۰          |                         | استرالیا در نواحی حاره‌ای |
| آپودورا    | ۱    | ۰          | پاپان پایتون            | بیشتر در گینه نو |
| آسپیدیتس   | ۲    | ۰          |                         | استرالیا. به جز جنوب آن |
| بوتروچیلوس | ۱    | ۰          | پایتون حلقه شده بیسمارک | جزیره بیسمارک و نواحی دیگر |
| لیوپایتون  | ۱    | ۰          | پایتون آبی دآلبرت       | بیشتر گینه نو |
| لیاسیس     | ۳    | ۲          |                         | اندونزی و گینه نو و استرالیا |
| مورلیا     | ۷    | ۵          |                         | اندونزی، جزیره بیسمارک، استرالیا و گینه نو |
| پایتونT    | ۷    | ۴          | پایتون‌ها                | آفریقا در مناطق حاره‌ای صحرا بنگلادش، پاکستان، هند، سریلانکا، جزایر نیکوبار، میانمار، هندوچین، جنوب چین، هنگ کنگ، هاینان بخش مالایی اندونزی و فیلیپین. |

## نگارخانه

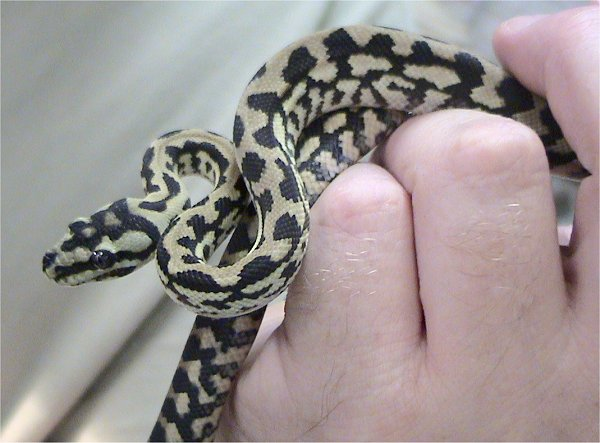
پایتون فرش، مورلیا اسپیلوتا
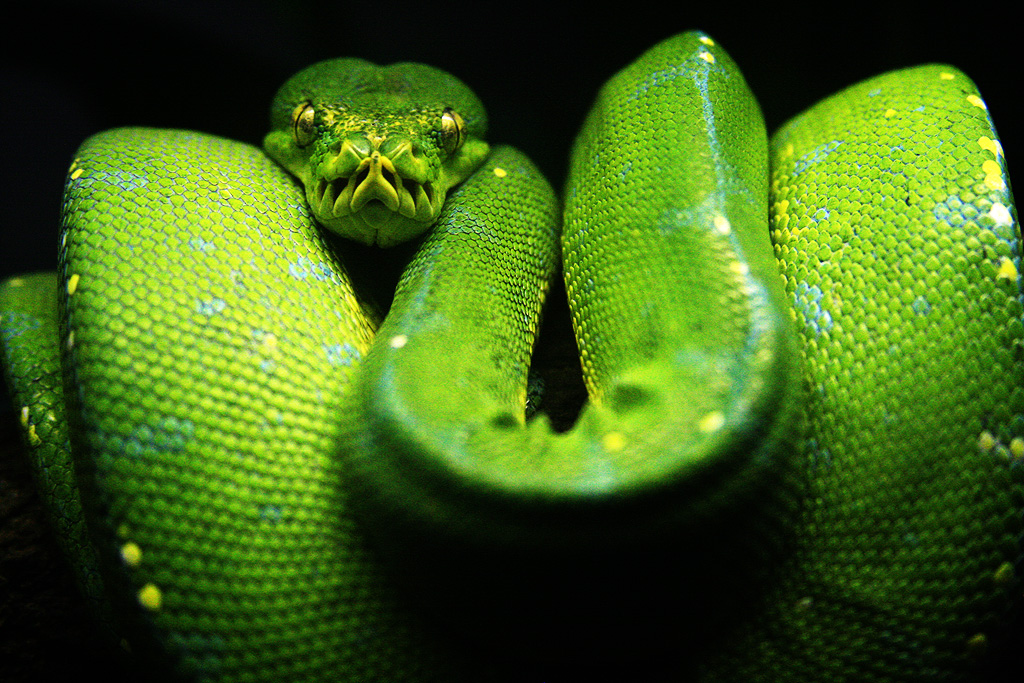
پایتون سبز درختی، مورلیا ویریدیس
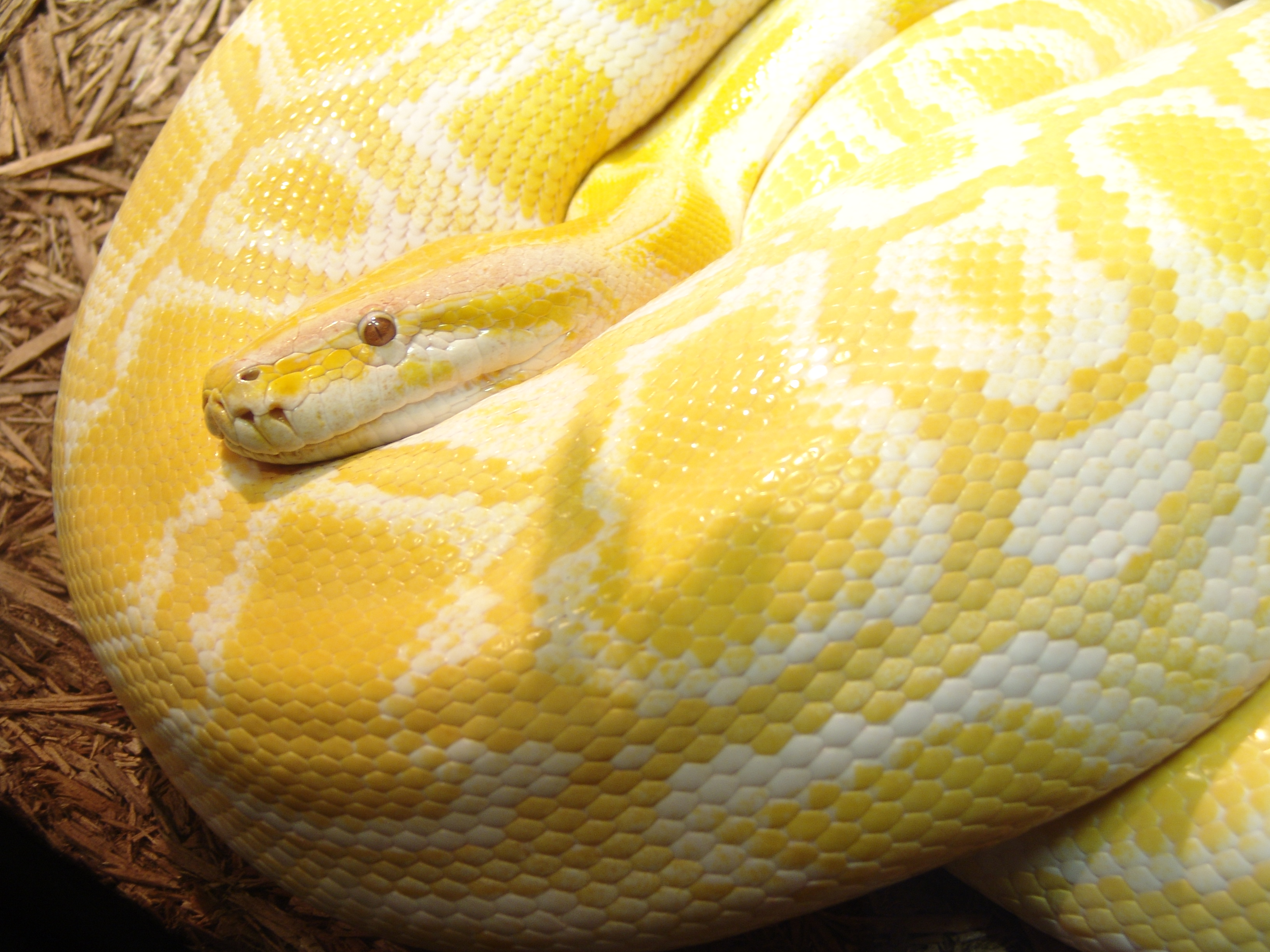
پایتون آلبینوی برمه‌ای، پایتون مورالوس بیویتاتوس
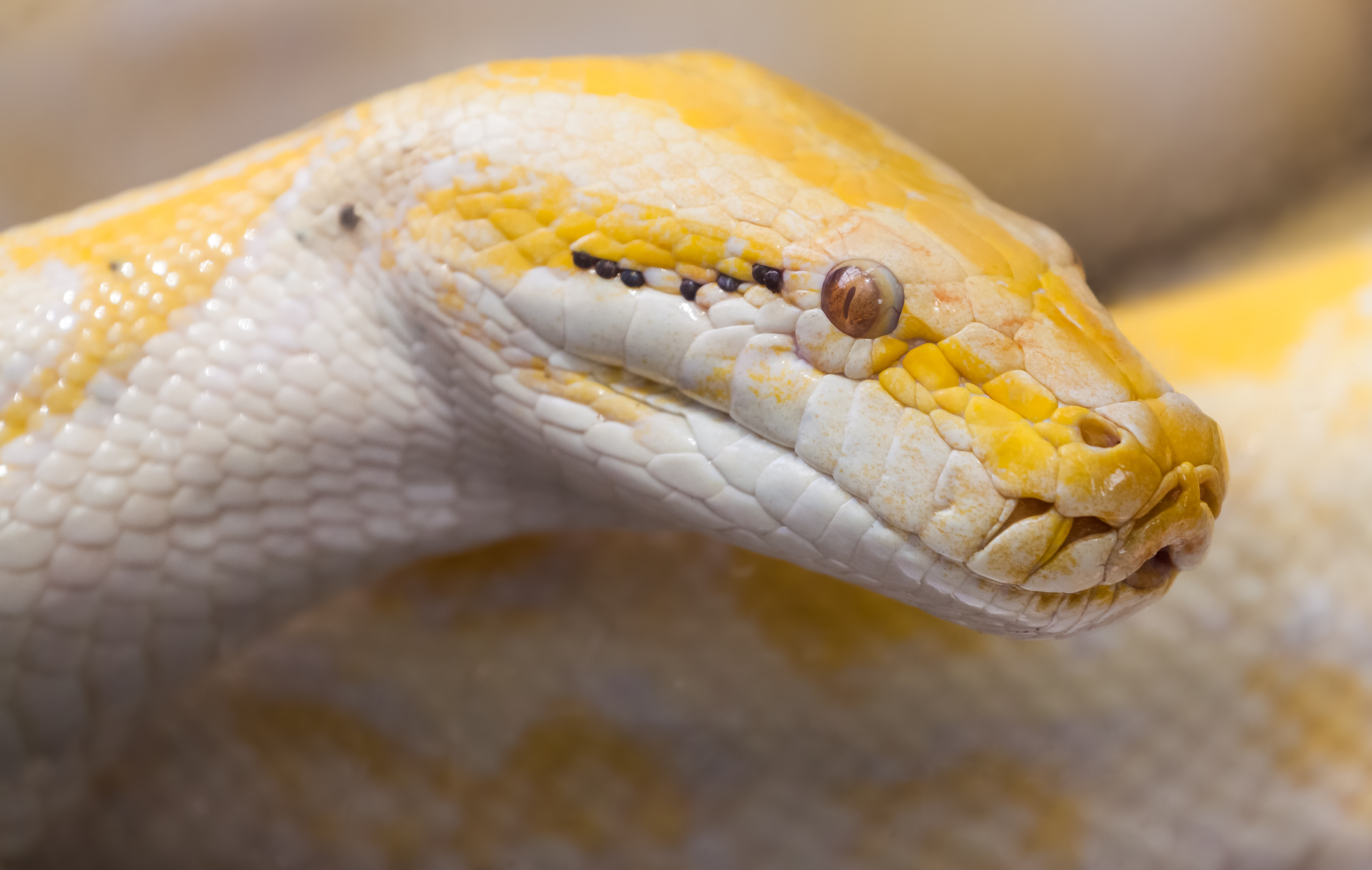
پایتون هندی، پایتون مولوروس